# Anaksarchos z Abdery
Anaksarchos z Abdery (gr. Ἀνάξαρχος ο Αβδηρίτης ur. ok. 380 p.n.e., zm. 320 p.n.e. akme około roku 340 p.n.e.) grecki filozof ze szkoły Demokryta.
Anaksarchos był przyjacielem Aleksandra Wielkiego i jego towarzyszem w wyprawie do Persji i Indii. Zdobył wielki wpływ na Aleksandra, o ile było to w ogóle możliwe. Ponoć zbudził w nim pragnienie „boskiego nadczłowieczeństwa”, a gdy Aleksander w końcu ogłosił się bogiem naśmiewał się z jego „boskości”. Widząc krwawiącego „boga” rzekł do niego: To jednak krew, a nie ichor, który płynie w żyłach szczęśliwych bogów. Był nauczycielem Pyrrona z Elidy.
Dla swojej obojętności wobec doznań (gr. apatheia) i pogody ducha (eukolia), zwany był Eudaimonikos (Szczęśliwy). Za cel życia ludzkiego uznawał szczęście, a jego podstawą miała być właśnie apatheia, która pozwalała człowiekowi nie przejmować się cierpieniami, a jednocześnie korzystać z uciech życia, gdy się nadarzały. Dla atomisty Anaksarchosa ból i przyjemność były nie bardziej realne niż sen.
Anaksarchos dowiódł siły swej doktryny w praktyce – gdy wpadł w ręce nienawidzącego go Nikokreona, ten kazał wrzucić go do wielkiego moździerza i zatłuc na śmierć; Anaksarchos rzekł wówczas: możesz tłuc wór, w którym jest Anaksarchos, ale samego Anaksarchosa nie zatłuczesz, po czym odgryzł sobie język i wypluł go w twarz oprawcy.
Sekstus Empiryk wypowiada się na temat Anaksarchosa następująco:
Nieliczni zaś byli – jak powiedziałem – ci, którzy o Metrodorze i Anaksarchu, a także o Monimosie orzekli, iż oni odrzucili kryterium [prawdy]:
Otóż o Metrodorze, ponieważ powiedział: „niczego nie wiemy, a nawet tego nie wiemy, że niczego nie wiemy”, o Anaksarchu zaś i Monimosie, gdyż porównywali byty do teatralnej dekoracji, i sądzili, że podobne są one do tego, co się pojawia we śnie lub w obłędzie. Tak więc oni podzielali to zdanie, [że nie istnieje kryterium], sądzi się zaś, że pierwszymi, którzy wprowadzili rozważania na temat kryterium byli filozofowie przyrody, wywodzący się od Talesa.